# A-350
A-350 (kod NATO: SH-01/ABM-1B Galosh) – radziecki rakietowy pocisk antybalistyczny dalekiego zasięgu przeznaczony do zwalczania pocisków i głowic balistycznych w egzosferze. A-350 rozmieszczone były wokół Moskwy w ramach moskiewskiego systemu antybalistycznego.